# Villa romaine d'Echternach
La villa romaine d'Echternach constitue l'un des domaines les plus importants de l'époque romaine découverts lors de fouilles archéologiques. Cette villa romaine, située près du lac d'Echternach, au sud-ouest de la ville d'Echternach au Luxembourg, sur la rivière Schwaarucht, a été construite vers 70 apr. J.-C. et est restée en usage jusqu'au Ve siècle. 
Les fondations et les vestiges ont été fouillés et évalués en 1975-1976 par le Service des sites et monuments nationaux, après avoir été mis à nu lors des travaux de terrassement du lac.
En 1988 et 1989 le terrain avec la villa est classé Monument national (lb).
La loi du 16 décembre 2022 donne la gestion de la villa romaine d'Echternach au Nationalmusée um Fëschmaart.

## Description
Cette villa s’apparente à une grande majorité des villas romaines retrouvées dans le Nord de l’Empire romain. Les constatations archéologiques mènent à croire que les villas romaines situées dans le Nord de l’Empire se rapprochaient quand même significativement du modèle des fermes gauloises. Il restait donc des traces résiduelles de la tradition gauloise dans ces habitations, indiquant que le style romain n’avait pas totalement fait disparaître la culture gauloise. Les sources qui nous rapportent l’utilité de ces « résidences rurales et servant à l’exploitation agricole » sont les agronomes latins. C’est grâce à eux que l’on a pu comprendre la finalité de ces résidences et leurs fonctions primaires. Il est utile de préciser le fait que ces résidences avaient, selon leur situation géographique, des utilités et des fonctions différentes. Sur le plan archéologique, il n’a pas toujours été aisé de déterminer leur activité précise. Quand il s’agit de l’activité des villas romaines dans le territoire gaulois, beaucoup relève du cadre des suppositions. Il est intéressant de noter que ces villas romaines appartenaient le plus souvent à des Romains voyant un intérêt dans les ressources gauloises ou encore à des bénéficiaires à qui l’on attribuait des terres afin de créer des sortes de colonies. Dans le cas de la villa romaine d’Echternach, le propriétaire n’est pas connu. Aucune trace n’a été retrouvée quant à l’appartenance de cette villa romaine.
Très souvent l’élite gauloise jouait un rôle prépondérant dans la construction de ces villas à travers les territoires gallo-romains fraîchement conquis. Cela s’inscrit donc dans le phénomène d’acculturation de la Gaule romaine. Mais l’acculturation n’était pas la seule finalité de ces villas romaines, on suppose qu’elles pouvaient servir de point de ravitaillement pour les armées ainsi que comme endroit de production pour les propriétés environnantes.
Les environs, les prés, les champs et vestiges d’Echternach appartenaient jadis à l’une des plus importantes et plus riches propriétés rurales de l’arrière-pays de Trèves alors capitale de province romaine. La villa romaine d’Echternach a été découverte à travers les travaux d’installation du lac artificiel que l’on connaît aujourd’hui. Cette découverte et les fouilles archéologiques se rapportant à la villa d’Echternach remontent aux années 1975 à 1976. Ces travaux archéologiques ont permis de dater la villa des années 70 apr. J.-C. et ont été menés par Jeannot Metzler et Johny Zimmer. Ce site n’a pas été de l’ordre des priorités touristiques jusqu’à la fin des années 1990 et n’est donc devenu un centre de représentation qu’une vingtaine d’années après les fouilles archéologiques. En ce qui concerne les détails architecturaux, tout indique que la culture romaine était déjà bien implantée dans les environs d’Echternach. Ce qui pousse à de telles conclusions sont : le marbre importé de Rome, les détails de constructions tels que les cours à péristyle et les systèmes de chauffage installés dans la villa.
Cette villa est une résidence palatiale de deux étages avec jusqu'à 70 pièces au rez-de-chaussée. D’emblée, un fait est incontournable : cette villa romaine relève de la résidence de luxe : les murs étaient recouverts de marbre (en partie importé d'Italie), les sols de plusieurs pièces étaient décorés de mosaïques et les pièces disposaient d'un chauffage par le sol (hypocauste). Les portiques, les grandes cours à péristyles ou encore l’ampleur des installations balnéaires sont un signe de richesse et de confort. 
Cette villa comporte des corps de bâtiment symétriques et un axe traversant la cour, cette cour est entourée par un portique et comporte un bassin. L’architecture qu’ont pu observer les archéologues des fouilles évoquerait le d’architecture de Vitruve. La villa est constituée d’une partie centrale mesurant 118 × 62 m. Cette partie centrale renferme une salle monumentale flanquée de pièces à vivre, de cuisines et de chambres. Autour de cette partie centrale se situent deux cours à péristyle menant à un très grand triclinium et l’autre à l’ensemble balnéaire. Deux cours plus petites ont été ajoutées à gauche et à droite du bâtiment principal.
La « Pars rustica » qui est la zone d’activité économique est située symétriquement à gauche et à droite des murs d’enceintes de la villa, au sud de la villa. Elle était composée d’au moins dix bâtiments. À travers des photographies aériennes, il a pu être déterminé qu’il y avait auparavant d’autres installations plus lointaines qui s’associaient à la villa. Ces installations ont été identifiées comme étant des granges, des écuries ou encore des logements d’esclaves. Cependant, cette partie plus lointaine n’a jamais été fouillée à proprement dire et ne fait aujourd’hui pas partie intégrante du musée que l’on retrouve aux abords du lac artificiel d’Echternach. 
L’hypothèse avancée en ce qui concerne l’activité de la villa romaine d’Echternach est la suivante : la villa se trouvant dans le chemin menant vers Trèves (capitale ou Urbs des Trévires à l’époque) et en s’appuyant sur les éléments retrouvés dans cette même villa, les archéologues qui ont mené les fouilles pensent que cette villa servait à l’élevage de chevaux qui étaient ensuite revendus à l’armée romaine.
Les archéologues que sont Jeannot Metzler et Jonny Zimmer s’accordent à dire qu’originellement, la villa fut un travail uniforme mais que cela ne signifie pas qu’elle n’ait pas subi d’altérations ou des changements à travers le temps. Au début du IIe siècle un chauffage par le sol est ajouté dans les ailes latérales qui sont agrandies. Dans la deuxième moitié du IIe siècle, des bâtiments, des couloirs et des cours sont ajoutés à l'arrière de l'aile nord, probablement des ateliers. Un incendie dévaste la villa au début du IIIe siècle et elle est agrandie lors de la reconstruction. Vers 275, Echternach est attaqué par les Germains et la villa est incendiée. Elle n'est alors pas reconstruite dans son intégralité, mais est constituée de bâtiments individuels reliés par des colonnades. Les bains seraient devenus publics, on y ajoute un monumental frigidarium avec une piscine couverte carrée de 9 m de large et une piscine thermale. Au Ve siècle, lors de nouvelles invasions, la villa est entièrement détruite. Au cours des siècles suivants les pères du monastère d'Echternach, déjà propriétaires du terrain, utilisent les ruines comme carrière.
Afin de se faire une idée concrète de ce à quoi ressemblait cette villa romaine à Echternach, il est recommandé de consulter le travail de reconstitution informatique qui a été réalisé par Didier Bur et Johny Zimmer qui est exceptionnellement détaillé.

## Centre d'information
Un centre d'information, appelé « Inforum », a été construit à proximité du site de la villa. Plusieurs salles y ont été reconstituées, et des scènes de la vie quotidienne de l'époque sont reconstituées à l'aide de mannequins. Des maquettes des différentes périodes de construction de la villa sont également exposées. Il y a également une salle où des films peuvent être projetés et une boutique avec de la littérature sur le sujet.
Le centre comprend également un jardin romain, appelé hortus amoenus, avec des plantes telles qu'elles étaient cultivées à l'époque, et une tente appelée Auditorium musica et vox.

## Galerie

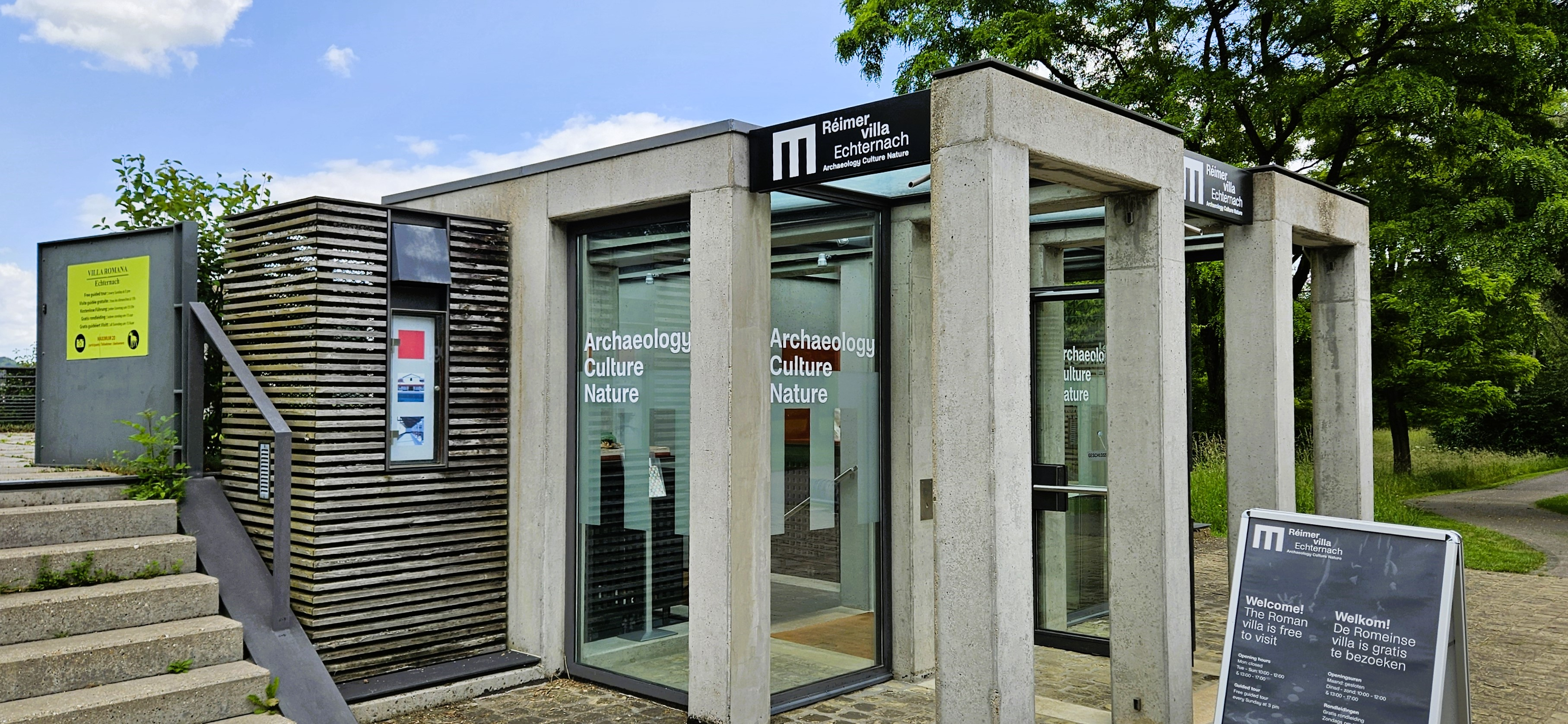
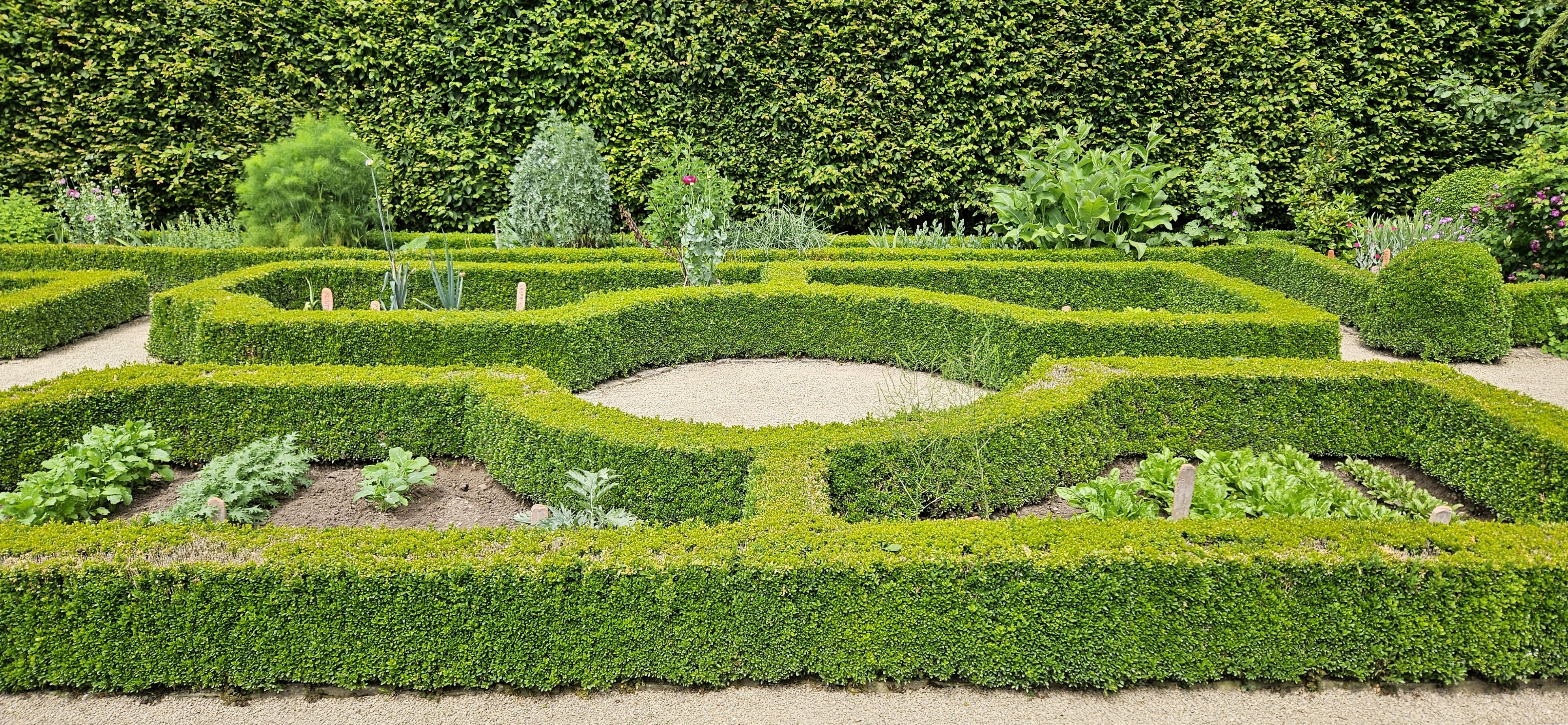
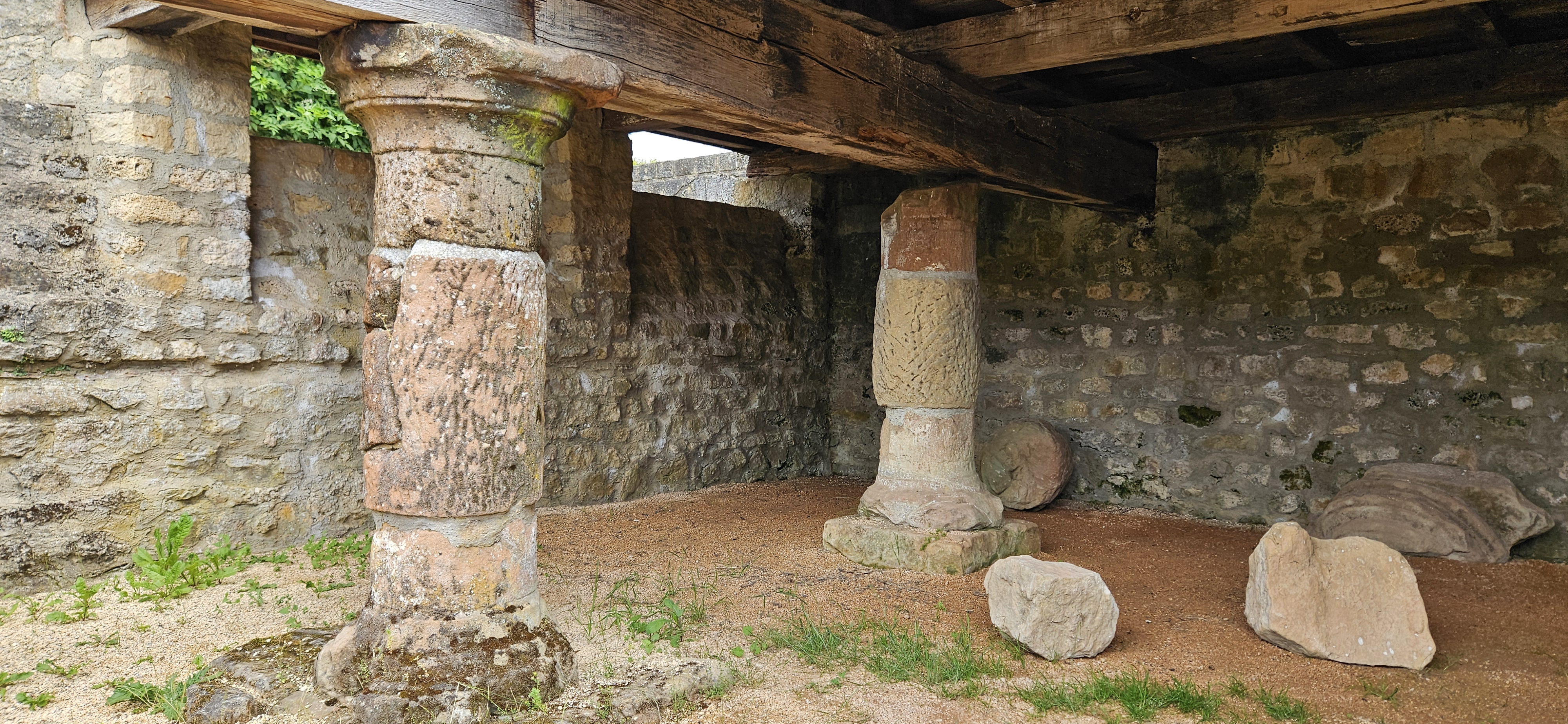
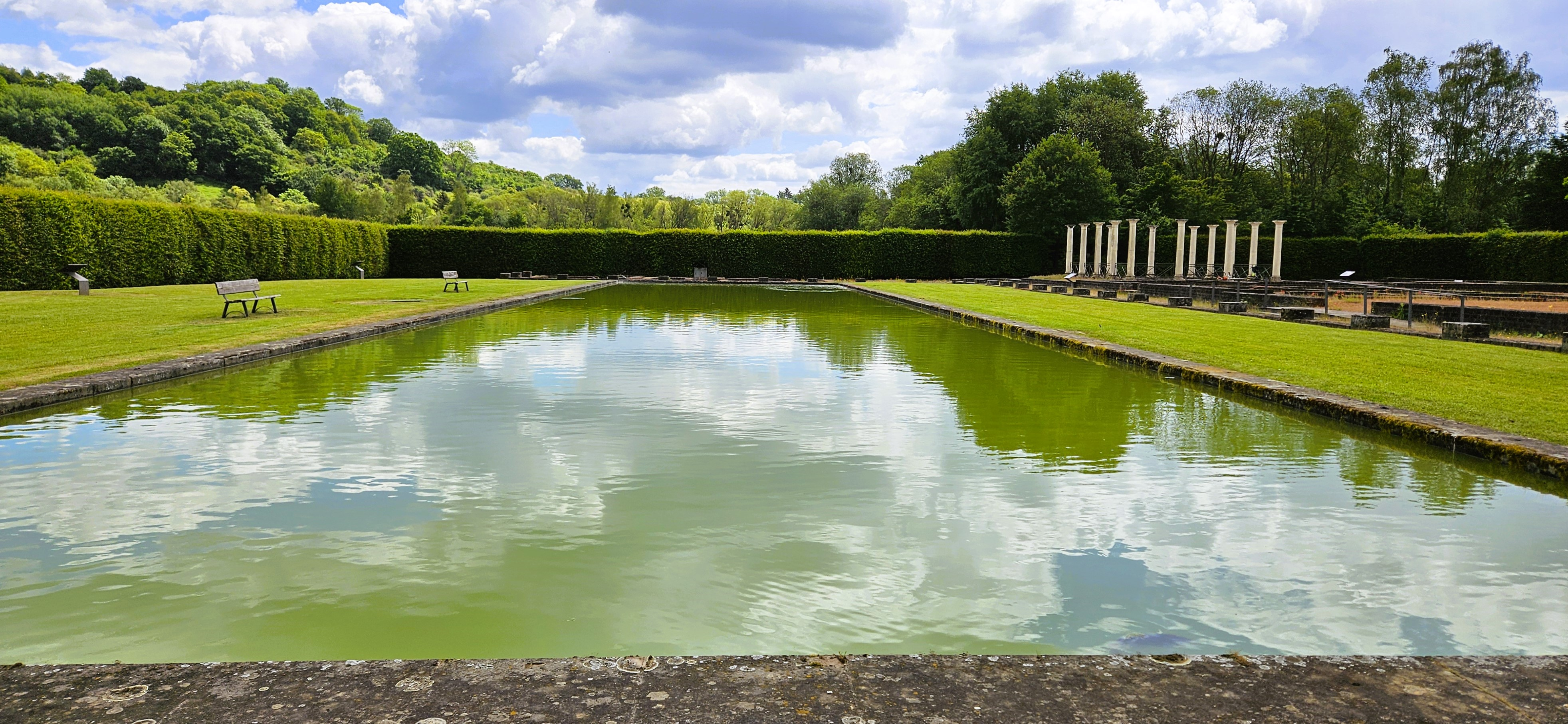
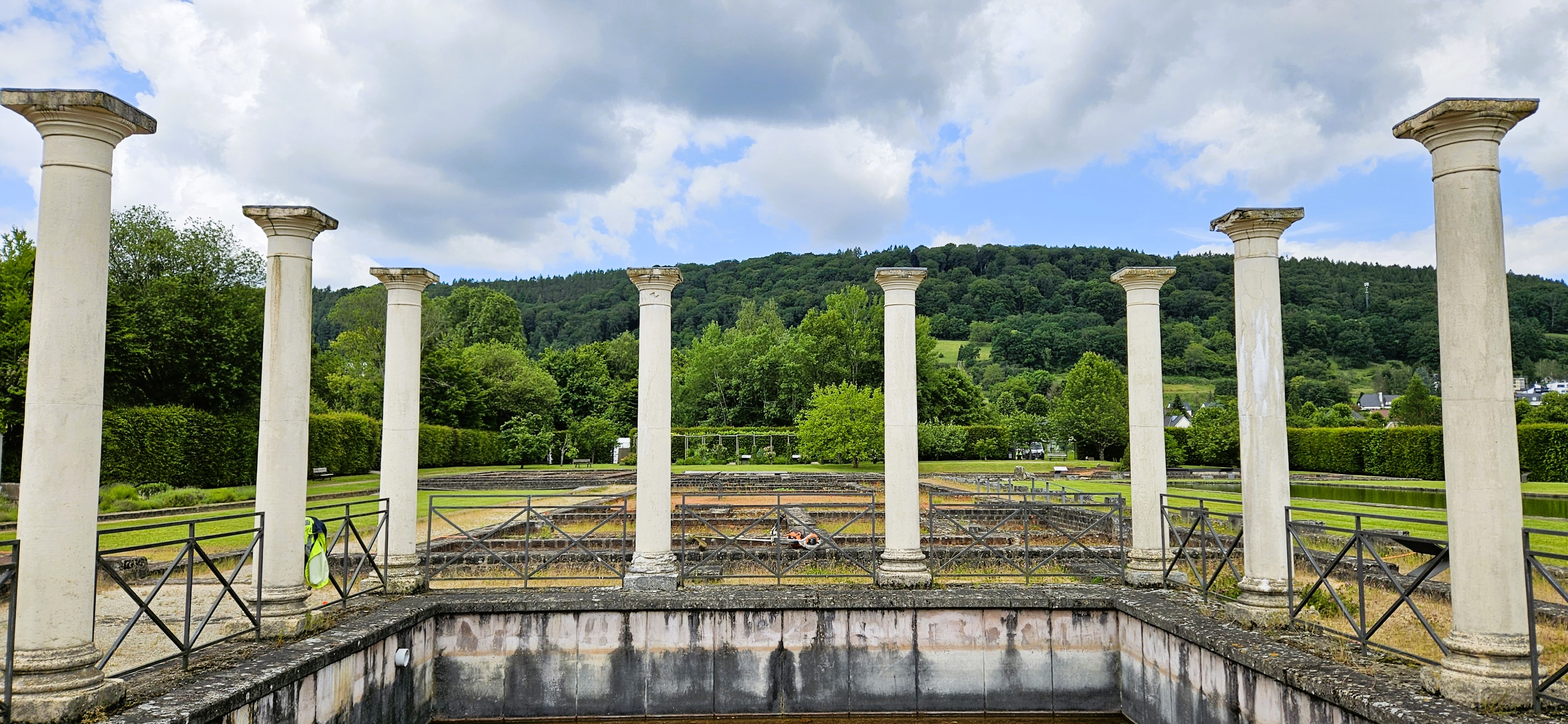

## Liens
- Site officiel
- Ressource relative à la géographie :   - Digital Atlas of the Roman Empire